# José Pedro Braga
José Pedro Braga, OBE (em chinês:  布力架; Honguecongue, 1871 — Macau, 1944) foi um comerciante, político e jornalista macaense (ou luso-descendente) de Hong Kong. Foi gestor do Hong Kong Telegraph entre 1902 e 1910. Braga provinha de uma família macaense de ascendência portuguesa, com longa data na então colónia britânica de Hong Kong. Seu avô materno Delfino Noronha operava uma prensa móvel desde 1844, a Noronha and Co., uma gráfica quase governamental, que mais tarde tornou-se a Hong Kong Government Printer. 
Braga estudou no Italian Convent School (denominado atualmente Colégio do Sagrado Coração Canossiano) e no St. Joseph's College em Honguecongue. Quando mudou-se para a Índia britânica (atual Índia), estudou na Universidade de Calcutá. 
Braga regressou a Honguecongue em 1899 e trabalhou para seu avô até a sua morte em julho de 1902. Ele foi contratado por Sir Robert Ho Tung para trabalhar no Hong Kong Telegraph. Após oito anos no Hong Kong Telegraph, Braga tornou-se o correspondente de Honguecongue para a agência de notícias britânica Reuters.
Ele desistiu da sua carreira como jornalista e foi nomeado presidente da China Light and Power Company entre 1934 e 1938.
Braga foi membro do Sanitary Board entre 1927 e 1930 e foi o primeiro membro português a ser nomeado para o Conselho Legislativo de  Hong Kong, cargo que desempenhou entre 1929 e 1937.
Foi agraciado com a Ordem do Império Britânico em 1935. É autor da obra The Portuguese in Hong Kong and China.
Braga casou-se com Olive Pauline Pollard (1870–1952).
O Circuito de Braga em Kowloon foi nomeado em sua homenagem.